# Odontopera bidentaria
Odontopera bidentaria är en fjärilsart som beskrevs av Fabricius 1794. Odontopera bidentaria ingår i släktet Odontopera och familjen mätare. Inga underarter finns listade i Catalogue of Life.